# Combat de Ngouboua
Insurrection de Boko Haram
Le combat de Ngouboua a lieu le 13 février 2015 lors de l'insurrection de Boko Haram. Il s'agit de la première attaque de Boko Haram en territoire tchadien.

## Déroulement
La nuit du 12 au 13 février 2015, un petit groupe de djihadistes franchissent le Lac Tchad à bord de trois pirogues motorisées. Les forces de Boko Haram lancent alors leur première attaque en territoire tchadien. Vers trois heures du matin les assaillants s'infiltrent dans le village de la presqu'île de Ngouboua et se divisent en deux groupes ; le premier attaque le poste de gendarmerie tandis que le second incendie le village,.
Les deux tiers du village de Ngouboua sont incendiés et de nombreux animaux périssent dans les flammes. Les habitants, paniqués, prennent la fuite. De leurs côtés les gendarmes tchadiens parviennent à contenir puis à repousser les djihadistes qui finissent par se replier. Peu après le combat, l'aviation tchadienne intervient, localise et coule les trois embarcations utilisées par les assaillants,,.
Selon le bilan officiel de l'armée tchadienne les affrontements ont fait un mort et quatre blessés du côté des militaires tchadiens contre deux tués et cinq blessés chez les djihadistes. Quatre civils, dont le chef du canton sont également tués,.

## Vidéographie
- [vidéo] France 24, « TCHAD : images exclusives de Ngouboua, attaqué par Boko Haram », sur youtube, 16 février 2015.
- [vidéo] France 24, « Le TCHAD pris pour cible par Boko Haram - Village rasé, animaux pris au piège », sur youtube, 6 mars 2015.
- [vidéo] iTELE, « Sur les traces de Boko Haram », sur youtube, 10 mars 2015.